# Resident Evil: The Mercenaries 3D
Resident Evil: The Mercenaries 3D (w Japonii pod tytułem Biohazard: The Mercenaries 3D) – gra konsolowa wydana przez japońskie studio Capcom na konsolę przenośną od Nintendo - Nintendo 3DS. The Mercenaries 3D jest połączeniem trybów Mercenaries z Resident Evil 4 i Resident Evil 5, w których to gracz musi zabić jak największą liczbę przeciwników w określonym czasie. Gra posiada tryb dla pojedynczego lub kilku graczy, jak również Wi-Fi do grania z osobami z całego świata.
Wersja demonstracyjna Resident Evil: Revelations została dodana do The Mercenaries 3D.

## Postacie
W grze jest osiem grywalnych postaci:
1. Chris Redfield
2. Claire Redfield
3. Jill Valentine
4. Albert Wesker
5. HUNK
6. Jack Krauser
7. Rebecca Chambers
8. Barry Burton

## Misje
Gra zawiera 30 misji z 8 plansz. Misje polegają na zabiciu jak największej liczby przeciwników i na pokonaniu bossa. Plansze mogą zostać ustawione na dzień lub noc, co spowoduje zmianę miejsca bonusów czasowych na planszy.
Każda plansza ma swój własny muzyczny temat przewodni, z muzyką wziętą z Resident Evil 4 i 5 oraz skomponowaną specjalnie na potrzeby gry.